# بوربا
بوربا هي مدينة من مدن البرتغال. يبلغ عدد سكانها 7,333 نسمة وذلك حسب إحصائيات سنة 2011. تبلغ مساحتها 145.19 كم².

## وصلات خارجية
- الموقع الرسمي